# Одинцов, Артём Александрович
Артём Александрович Одинцов (род. 16 января 1988 года) — российский ватерполист, центральный защитник казанского «Синтеза» и сборной России.

## Карьера
В 2004—2008 годах выступал за «Динамо-Олимпийский». Бронзовый призёр чемпионата России (2006).
В составе казанского «Синтеза» с 2008 года. Серебряный призёр чемпионата России (2010, 2012, 2013, 2014), бронзовый призёр чемпионата России (2009, 2011), обладатель Кубка России 2010 года.
Привлекается в сборную России. Выступая на Универсиаде 2013 года в Казани, стал серебряным призёром. Распоряжением Президента Российской Федерации от 19 июля 2013 года N 277-рп Артёму Александровичу Одинцову объявлена благодарность Президента Российской Федерации.
Участник чемпионата Европы 2016 года.